# Catogenus acutangulus
Catogenus acutangulus là một loài bọ cánh cứng trong họ Passandridae. Loài này được Reitter miêu tả khoa học năm 1878.